# Harry Nutt
Harry Nutt (* 11. Juni 1959 in Delbrück) ist ein deutscher Publizist und Journalist.
Nutt studierte Germanistik und Publizistik an der FU Berlin. Von 1996 bis 1999 war er Leiter des Feuilletons der tageszeitung, von 1999 bis 2006 Leiter des Feuilletons der Frankfurter Rundschau. Ab Mai 2006 war er Autor und Feuilletonkorrespondent der Frankfurter Rundschau in Berlin. Von April 2010 bis März 2012 war er Redakteur (für Politisches Feuilleton) der Dumont-Redaktionsgemeinschaft in Berlin. Von April 2012 bis Februar 2017 war er verantwortlicher Redakteur für die Meinungsseite der Berliner Zeitung. Ab Februar 2017 war er Leiter des Feuilletons der Berliner Zeitung, zuletzt Chefkorrespondent. Im Juni 2024 hat Harry Nutt die Berliner Zeitung verlassen und ist seither als freier Autor tätig.

## Werke
- Mein schwacher Wille geschehe. Warum das Laster eine Tugend ist. Ein Ausredenbuch. Frankfurt/New York 2009.
- (Zusammen mit Lothar Mikos), Als der Ball noch rund war. Sepp Herberger – ein deutsches Fußballeben. Frankfurt/New York 1997.
- Bankautomat schluckt Eurocard. Schöne Pleiten aus der bunten Warenwelt. Hamburg 1997.
- Chance und Glück, Erkundungen zum Glücksspiel in Deutschland. Frankfurt 1994.
- (Hrsg.), Teils brüderlich... Brudergeschichten, Bruderbegriffe, Bruderbeziehungen. Berlin 1989.
- Bruno Cassirer. Biografie in der Reihe Preußische Köpfe. Stapp Verlag, Berlin 1989
- Noch 100 Meter bis zum Start. Aktuelles und Historisches zum 75jährigen Bestehen der Trabrennbahn Mariendorf. Mariendorf 1988.